# Toxic (pesem)
»Toxic« je pesem ameriške glasbenice Britney Spears z njenega četrtega glasbenega albuma, In the Zone. Kot drugi singl je preko založbe Jive Records izšla 12. januarja 2004. Napisala in producirala sta jo člana dueta Bloodshy & Avant in jo na začetku ponudila Kylie Minogue, vendar jo je slednja zavrnila. Britney Spears je pesem »Toxic« označila za svojo najljubšo pesem v celotni karieri, vendar je morala založbo pregovoriti, da jo je izdala kot singl. Pesem »Toxic« je dance-pop pesem z elementi elektropopa, ki je vključevala tudi veliko sintetizatorja, bobnov in kitar. Besedilo govori o protagonistkini zasvojenosti od svojega ljubimca. Glasbeni kritiki so pesmi dodelili v glavnem pozitivne ocene, saj naj bi bila najmočnejša pesem z albuma In the Zone, hvalili pa so tudi njen refren.
Pesem »Toxic« je po svetu uživala v velikem uspehu, saj je zasedla eno izmed prvih petih mest na lestvicah v petnajstih različnih državah in pristala na vrhu avstralske, kanadske, madžarske, norveške in britanske glasbene lestvice. V Združenih državah Amerike je pesem postala prvi singl Britney Spears, ki je zasedla eno izmed prvih desetih mest na državni glasbeni lestvici po skoraj štirih letih. Videospot za pesem je režiral Joseph Kahn, v njem pa so omenjeni filmi, kot so Iztrebljevalec, Sedem let skomin in filmi Johna Wooja. V videospotu Britney Spears igra skrivno agentko, ki išče neko zeleno tekočino. Potem, ko tekočino ukrade, odide v svoje stanovanje in zastrupi svojega nezvestega fanta. Videospot vključuje tudi prizore, v katerih je telo Britney Spears prekrito samo z diamanti. Po incidentu Janet Jackson na Superbowlu je videospot veljal za neprimernega, zato so ga na kanalu MTV predvajali samo pozno ponoči.
Britney Spears je pesem »Toxic« večkrat izvedla v živo. Med drugim je z njo leta 2004 izvedla na podelitvi nagrad NRJ Music Awards in na treh svojih turnejah. Bila je prva pesem, ki jo je izvedla na turneji The Onyx Hotel Tour (2004), kjer je z nastopom začela tako, da je stala na vrhu avtobusa, oblečena v črno tesno prilegajočo se obleko. Remix verzijo pesmi je izvedla na turnejah The Circus Starring Britney Spears (2009) in Femme Fatale Tour (2011). Lastno različico pesmi »Toxic« je posnelo mnogo glasbenikov, vključno z Markom Ronsonom, Yaelom Naïmom, glasbeno skupino A Static Lullaby in igralsko zasedbo televizijske serije Glee. Pesem je bila vključena v filme, kot sta Napumpana (2007) in Spet ti (2010) ter v televizijski seriji Doctor Who.
Za pesem »Toxic« je bila Britney Spears leta 2005 nagrajena s svojim prvim grammyjem v kategoriji za »najboljše dance delo«, predvsem zato, ker so jo glasbeni kritiki tako hvalili. Pesem so revije Pitchfork, NME in Rolling Stone označile za eno izmed najboljših pesmi desetletja. Bila naj bi ena izmed pesmi, ki so ponovno opredelile zvok dance-pop glasbene zvrsti. Pesem »Toxic« naj bi bila tudi ena izmed najboljših pesmi Britney Spears. Videospot naj bi bil njen prvi videospot, v katerem se pojavi kot odrasla ženska, zadovoljna s svojo seksualnostjo.

## Ozadje
Pesem »Toxic« so napisali Cathy Dennis, Henrik Jonback in Christian Karlsson ter Pontus Winnberg, člana dueta Bloodshy & Avant, ki sta jo tudi producirala. Pesem so na začetku ponudili Kylie Minogue za njen glasbeni album Body Language (2003), ki pa jo je zavrnila. Slednja je kasneje komentirala: »Sploh nisem bila jezna, ko jo je ona naredila všečno. To je kot riba, ki ti uide. To moraš enostavno sprejeti.« Pesem »Toxic« so posneli v studiu Murlyn v Stockholmu, Švedska, in v studiu Record Plant v Hollywoodu, Kalifornija. Kasneje je remix zanjo posnel Niklas Flyckt v studiu Khabang v Stockholmu. Decembra 2003 so oznanili, da za drugi singl z albuma In the Zone izbirajo med pesmima »(I Got That) Boom Boom« in »Outrageous«, vendar je Britney Spears za drugi singl z albuma nazadnje izbrala pesem »Toxic«. Opisala jo je kot »pesem hitrega tempa. V bistvu je precej drugačna in zato mi je bila tudi tako všeč.« Maja 2010 je Britney Spears preko Twitterja napisala, da je bila pesem »Toxic« njena najljubša pesem v karieri.

## Sestava
Pesem »Toxic« je dance-pop pesem z elementi elektropopa. Vključuje mnoge inštrumente, kot so bobni, sintetizator in kitare, ki je po mnenju Caryn Ganz iz revije Spin »osnova in opora pesmi, kot pri singlih dueta the Matrix«. Glasbo so večkrat primerjali s soundtracki filmov iz filmske serije James Bond ter s pesmijo »Tere Mere Beech Mein« iz bollywoodskega filma Ek Duje Ke Liye. Spence D. iz revije IGN je napisal, da je pesem »Toxic« »vrtinec s piskavimi napačnimi strunami in Britneyjinimi tihimi vokali.« Po podatkih spletne strani Musicnotes.com, ki je v lasti organizacije EMI Music Publishing, je pesem »Toxic« napisana v E-duru, vokali Britney Spears pa segajo od G3 do F5. Besedilo pesmi »Toxic« govori o protagonistkini zasvojenosti od svojega ljubimca. Britney Spears zasvojenost opiše v kitici: »Previsoko / Ne morem priti dol / V moji glavi se vrti okrog in okrog« (»Too high / Can't come down / It's in my head spinning round and round«). Pesem »Toxic« se konča s kitico: »Razstrupi me zdaj / S svojo ljubeznijo / Mislim, da sem pripravljena« (»Intoxicate me now / With your lovin' now / I think I'm ready now«). Nick Southall iz revije Stylus je napisal, da besedilo nakazuje, da se Britney Spears boji spolnosti.

## Sprejem kritikov
Heather Richels iz revije The Paly Voice je pohvalila refren pesmi, vendar se mu je zdelo, da pesem ne bi smela biti del tega albuma. Med ocenjevanjem turneje The Onyx Hotel Tour je Pamela Sitt iz revije The Seattle Times napisala, da je pesem najmočnejši singl z albuma. Eric Olsen iz spletne strani msnbc.com je napisal, da »te pesem sama zasvoji in prav lahko bi postala največja uspešnica z albuma.« Caryn Ganz iz revije Spin je napisala, da so »Britney Spears plačali za umazanijo pri pesmi 'Toxic'«. Christy Lemire iz revije Associated Press je napisal: »Noro dobra pesem 'Toxic' [...] je pravzaprav ena izmed njenih največjih uspešnic. Zaradi refrena lahko oprostimo videospot za pesem, v katerem Britney Spears samo namiguje, da si želi biti v televizijski seriji Alias.« Stephen Thomas Erlewine s spletne strani Allmusic je pesmi »Showdown« in »Toxic« označil za »posladek, ki se mu ne moremo upreti in je zagotovo del Britneyjinega najbolj ambicioznega in pustolovskega albuma zaenkrat.« V oceni albuma Greatest Hits: My Prerogative je Stephen Thomas Erlewine pesem izbral za eno izmed »najboljših pesmi« in jo opisal kot »adrenalinsko in opojno hkrati«. Jeffrey Epstein iz revije Out je inovativni zvok pesmi »Toxic« primerjal z Madonnino pesmijo »Vogue«.
Dave De Sylvia s spletne strani Sputnikmusic je napisal, da je pesem »Toxic« »njena prva prava uspešnica od pesmi '...Baby One More Time'« Sal Cinquemani iz revije Slant je napisal, da je Britney Spears singlom »Toxic« in pesmijo »(I Got That) Boom Boom« »raziskala svojo nadarjenost za hip-hop, vendar je jasno, da je ustvarjena za klubsko glasbo.« Jamie Gill s spletne strani Yahoo! Music Radio je komentiral: »Iskreno rečeno, pesmi 'Toxic' in 'Showdown' bi bili dobri pop pesmi v rokah katere koli pevke, samo ne Britney Spears.« Joan Anderman iz revije The Boston Globe je pesem označila za »dobro naslovljen niz nepremišljenih, mehaniziranih zvokov in strašljivo konzerviranih strun, ki pa jo reši veseli refren.« Pesem je leta 2004 pristala na petem mestu seznama Pazz & Jop revije The Village Voice. Pesem »Toxic« je bila leta 2004 nominirana za nagrado MTV Europe Music Awards v kategoriji za »najboljšo pesem«, vendar je nagrado nazadnje dobila Outkastova pesem »Hey Ya!«. Leta 2004 je prejela nagrado Teen Choice Awards v kategoriji za »najboljši singl«. Revija Pitchfork je pesem uvrstila na tretje mesto svojega seznama 50 najboljših singlov leta 2004. Rob Mitchum je komentiral, da se je Britney Spears »končno pričela obnašati odraslo in nas prenehala opominjati na to, da ni več dekle.«

## Dosežki na lestvicah
Pesem »Toxic« je 31. januarja 2004 debitirala na triinpetdesetem mestu lestvice Billboard Hot 100 v Združenih državah Amerike, s čimer je postala najvišje uvrščena pesem na lestvici, ki je tistega tedna šele debitirala. 27. marca 2004 je pesem zasedla deveto mesto lestvice, s čimer je postala prvi singl Britney Spears, ki je zasedla eno izmed prvih desetih mest na tej glasbeni lestvici po skoraj štirih letih, od pesmi »Oops!... I Did It Again« (2000). Pesem »Toxic« je pristala na vrhu lestvic Billboard Pop Songs in Billboard Hot Dance Club Songs. 25. oktobra 2004 je pesem za 500.000 prodanih izvodov v Združenih državah Amerike prejela zlato certifikacijo s strani organizacije Recording Industry Association of America (RIAA). Pesem je po podatkih Nielsen SoundScana v državi prodala 12.000 fizičnih kopij in 1.537.000 digitalnih kopij. Je njen šesti digitalno najbolje prodajani singl v državi. Pesem »Toxic« je pristala tudi na vrhu kanadske glasbene lestvice. Pesem »Toxic« je 15. marca 2004 debitirala na vrhu avstralske lestvice in tam ostala še dva tedna. Kasneje je za 35.000 prodanih kopij izvodov v državi prejela zlato certifikacijo s strani organizacije Australian Recording Industry Association (ARIA).
Na novozelandski glasbeni lestvici je pesem »Toxic« 16. februarja 2004 debitirala na osmem mestu, nazadnje pa 29. marca 2004 zasedla drugo mesto. Na tistem mestu so je ostala še naslednji teden; bolje od te pesmi se je predvajala samo Eamonova pesem »Fuck It (I Don't Want You Back)«. 13. marca 2004 je pesem »Toxic« debitirala na prvem mestu britanske lestvice, s čimer je postala četrta uspešnica Britney Spears, ki je na lestvici zasedla prvo mesto. Aprila 2004 je pesem prejela srebrno certifikacijo s strani organizacije British Phonographic Industry (BPI) za 200.000 prodanih kopij izvodov v državi. Po podatkih organizacije The Official Charts Company je pesem v državi prodala 360.000 kopij. Pesem »Toxic« je zasedla eno izmed prvih desetih mest na vsaki lestvici, na katero se je uvrstila, in vrh na lestvicah na Madžarskem in Norveškem. Poleg tega je pesem zasedla eno izmed prvih petih mest avstrijske, češke, danske, nemške, italijanske, francoske, švedske in švicarske lestvice ter eno izmed prvih desetih mest na belgijski (tako na flandrijski kot na valonski), finski in nizozemski lestvici.

## Videospot

### Razvoj
Videospot za pesem »Toxic« so posneli v treh dneh decembra leta 2003 v Los Angelesu, Kalifornija. Režiral ga je Joseph Kahn, ki je z Britney Spears pred tem sodeloval že pri snemanju videospota za pesem »Stronger« leta 2000. Razložil je, da mu je bil zelo všeč njen pristop in njene ideje glede videospota, saj je imela v glavi tudi najmanjše detajle, na primer kako naj voda kaplja po naročju potnika. Joseph Kahn je dejal: »To je del njene brilijantnosti [...] popolnoma razume, da je lahko nagajiva ali prijazna, da je pridna punčka, ki se je pokvarila, ki stalno naslavlja občinstvo. Ni kot večina ustvarjalcev, ki se samo šopirijo s svojo seksualnostjo.« V prvem prizoru je Britney Spears kot stevardesa poljubila potnika v kopalnici. Jospeh Kahn je razlagal, da je prispeval k »temu, da je bil v videospot vključen debeli moški, saj, no, saj veste, ob določenem času se bo v videospotu tako ali tako mečkala s privlačnimi moški. [...] Če v videospot vključimo debelušnega moškega, bo celo povprečen moški izgledal super.« Tik pred začetkom je Joseph Kahn na snemanje povabil še nekaj svojih prijateljev, ki so se kasneje pojavili tudi v prizorih na letalu.
Ob prizorih, v katerih je bila Britney Spears gola oziroma prekrita samo z diamanti, so vsi odšli in prizor sta posnela samo Britney Spears in Joseph Kahn. Kasneje se je pošalil, da je bila to »ena izmed najboljših [služb] na svetu« in dodal: »Nisem prepričan, da ve, kaj sem s tem mislil, ko mi je povedala, da želi, da je ta prizor podoben uvodom v filme o Jamesu Bondu, vendar mora imeti vsak videospot neko ikonsko podobo, po kateri si jo lahko zapomnemo in ta jo ima.« Joseph Kahn je sodeloval s koreografom Brianom Friedmanom, ki se je o plesnih točkah posvetoval z Britney Spears. Joseph Kahn je dejal, da je bil vsak prizor popolnoma drugače »strogo sestavljeno« koreografijo. Britney Spears je v eni izmed točk morala plesati skozi hodnik v imaginarni laserjev, kar se je Josephu Kahnu zdelo »neverjetno za gledanje.« Joseph Kahn je bil zaskrbljen zaradi umora v eni izmed zadnjih prizorov: »Nameravali smo ustvariti vsaj nekaj, kar bi izgledalo tako kot vse druge pop pesmi.« Čeprav je Britney Spears na začetku precej sodelovala pri ustvarjanju, se z Josephom Kahnom po medijskem škandalu po poroki v Las Vegasu nista slišala. Ta videospot do danes ostaja njen najdražji videospot, saj je stal kar 1 milijon $.

### Zgodba
Videospot se prične s prizorom, v katerem letalo leti, obkroženo s številnimi golobi, kar spominja na dela hongkonškega režiserja Johna Wooja. Svetlolasa Britney Spears, oblečena kot stevardesa, se pojavi na ekranu med telefoniranjem. Potem, ko potnikom postreže s pijačo, naleti na plešastega debelušnega moškega, ki ga odpelje v kopalnico in se prične poljubljati z njim. Naenkrat mu sname masko in razkrije, da je pravzaprav privlačen moški (zaigral ga je Matthew Felker) in iz žepa mu ukrade njegovo vozovnico. Britney Spears je nato sedla na zadnji sedež motorja Ducati 999, ki ga je vozil moški brez srajice (Tyson Beckford) v futurističnem Parizu, kar so večkrat primerjali s filmom Iztrebljevalec (1982). Oblečena v tesno prilegajočo se črno obleko in rdečo lasuljo naj bi spominjala na lik Sydney Bristow (Jennifer Garner) iz serije Alias. Pelje se mimo ženske, katere krilo veter privzdigne, kar je ikonski prizor Marilyn Monroe v filmu Sedem let skomin (1955). Nato se peljeta še mimo dveh razposajenih žensk v trgovini.
V videospotu se večkrat pojavijo prizori, kjer je Britney Spears gola oziroma prekrita samo z diamanti. Te prizore so primerjali s prizori iz videospota za pesem Kate Bush, »The Man with the Child in His Eyes« (1978). Britney Spears nato vstopi v tovarno strupov, kjer odide do trezorja in ukrade neko zeleno tekočino. Nato naleti na laserske žarke, ki se jim skuša izogniti z izvajanjem zapletenih plesnih gibov, med drugim tudi s salto, vendar alarm nazadnje vseeno po nesreči sproži. Stavbo vseeno zapusti in odide v stanovanje, kjer jo čaka njen nezvesti fant (Martin Henderson). Poljubi ga, takoj za tem pa mu v usta zlije strup in ga ubije. Še enkrat ga poljubi in nato skoči skozi okno. Pristane v zadnjem delu letala, oblečena v svojo uniformo stevardese in pomežikne kameri. Videospot se konča z letalom, ki, obkroženo z golobicami, leti dalje, tako kot na začetku.

### Izid in sprejem
Videospot se je premierno predvajal 13. januarja 2004 v MTV-jevi oddaji Making the Video. Naslednjega dne se je Britney Spears pojavila v oddaji Total Request Live, kjer so videospot predvajali šele drugič. 10. februarja 2004 je MTV oznanil, da bodo zaradi incidenta Janet Jackson na Superbowlu videospot za pesem »Toxic« in še pet drugih videospotov prestavili iz dnevnega sporeda na nočni spored, od desetih zvečer do šestih zjutraj. MTV-jeva govornica je oznanila, da »predvsem zaradi trenutne kulture smo za bližnjo prihodnost videospote previdno prestavili.« Kritiki so menili, da je bil videospot namenjen njenemu bivšemu fantu, Justinu Timberlakeu; Jennifer Vineyard iz MTV-ja je na primer napisala, da je »zaradi pesmi 'Toxic' pesem 'Cry Me a River' videti kot otroška igra.« Videospot je bil leta 2004 nominiran za nagrado MuchMusic Video Award v kategoriji za »najboljši videospot mednarodnega ustvarjalca«, vendar je nagrado nazadnje dobil Beyoncin videospot »Crazy in Love«. Še istega leta je bil nominiran tudi za štiri nagrade MTV Video Music Awards, in sicer v kategorijah za »najboljši ženski videospot«, »najboljši dance videospot«, »najboljši pop videospot« in »videospot leta«, vendar nobene ni dobil. Corey Moss iz MTV-ja je napisala, da Britney Spears »ostaja Susan Lucci nagrad VMA.« Chris Watts in Bert Yukich sta prejela nagrado za posebne vizualne efekte v videospotu na 3. podelitvi nagrad Visual Effects Society Awards. Videospot za pesem »Toxic« je bil prvič izdan na DVD-ju In the Zone. Alternativna karaoke verzija s prizori z diamanti je bila vključena na DVD Greatest Hits: My Prerogative.

## Nastopi v živo
S pesmijo »Toxic« je Britney Spears nastopila v koncertni specijalki Britney Spears: In the Zone, ki jo je 17. novembra 2003 izdal kanal ABC. Pesem »Toxic« je izvedla tudi 8. decembra 2003 v centru Staples na božični prireditvi. Bila je tudi prva pesem, ki jo je izvedla na nastopu, oblečena v črno majico in bel krznen klobuk. Koreografija naj bi bila »erotična« in Corey Moss iz MTV-ja je napisal, da je vse uničilo dejstvo, da Britney Spears ni pela v živo in čudaški rekveziti, uporabljeni ob plesnih točkah. 24. januarja 2004 je Britney Spears otvorila podelitev nagrad NRJ Music Awards z nastopom s pesmijo »Toxic«. Med podelitvijo nagrad je tudi predala častno nagrado Madonni. Britney Spears je pesem »Toxic« izvedla kot prvo točko na turneji The Onyx Hotel Tour. Pred začetkom turneje je dejala, da se najbolj veseli, da bo nastopila s pesmima »Toxic« in »Everytime«. Po uvodu se je za kratek čas pojavila na ogromnem video ekranu, nato pa je Britney Spears stala na hotelskem avtobusu, oblečena v tesno prilegajočo se črno obleko. Obkrožili so jo njeni spremljevalni plesalci, ki so predstavljali uslužbence, za njimi pa se je pojavil obris hotela. Novinar kanala MTV UK je komentiral: »V redu, pri pesmi 'Toxic' bolj odpira usta, kot dejansko poje, [...] ampak kaj drugega pa lahko sploh pričakuješ od nje, ko istočasno izvaja zapletene plesne točke ter se izogiba stopnicam in ognju, ki bruha od vsepovsod?«. S pesmijo »Toxic« je nastopila kot z zadnjo pesmijo na svoji promocijski turneji iz leta 2007, The M+M's. Po nastopu s pesmijo »Do Somethin'«, pri katerem je nosila rožnat nedrček, bel krznen plašč in krilo iz džinsa, je izvedla pesem »Toxic« s štirimi ženskimi plesalkami in plesno točko, ki so jo večkrat primerjali s koreografijo Shakirinih točk. Po nastopu se je zahvalila občinstvu in predstavila svoje spremljevalne plesalce.
Pesem »Toxic« je Britney Spears leta 2009 izvedla tudi na svoji turneji The Circus Starring Britney Spears. Po uvodu, v katerem so plesalci pokazali svoje individualne gibe, so na odru zagorele različne zelene luči in Britney Spears se je začela pomikati po slednjem, ki je sedaj spominjal na džunglo. Jerry Shriver iz revije USA Today je napisal, da je »oboževalcem najljubša pesem 'Toxic' [...] uspela zato, ker je bil poudarek izključno na njenem zvezdništvu.« Jane Stevenson iz revije Toronto Sun je pesem označila za najboljši nastop na koncertu, skupaj s pesmima »...Baby One More Time« in »Womanizer«. Novinar revije Screen je komentiral: »Vrhunec koncerta sta bila zagotovo nastopa z dvema izmed njenih največjih uspešnic, 'Toxic' in 'Baby One More Time', pri katerih se jo je kar slabo slišalo, tako divje je ploskala množica.« Pesem je Britney Spears leta 2011 izvedla tudi na turneji Femme Fatale Tour. Potem, ko se je končal posnetek, v katerem Britney Spears ujame in ugrabi svojega zasedovalca, so pričeli izvajati remix pesmi »Toxic«, katerega koreografijo so navdihnile borilne veščine. Britney Spears je bila med nastopom oblečena v kimono in se borila s plešočimi se nindžami. Keith Caufield iz revije Billboard je napisal, da je bil ta del koncerta zelo podoben Madonninemu nastopu s pesmijo »Sky Fits Heaven« na njeni turneji Drowned World Tour (2011). Shirley Halperin iz revije The Hollywood Reporter je dejala, da so se »točke srednjega tempa [...] na začetku zdele prehitre, vsaj v primerjavimi s hitrejšimi točkami 'Womanizer,' 'I Wanna Go' in 'Toxic', kjer gneča kar ni mogla nehati poskakovati in vzdigati rok v zrak.« August Brown iz revije Los Angeles Times je napisal: »Edina šibka točka se opazi pri izvajanju neutečenih uspešnic - bollywoodska točka s pesmijo 'Toxic' ostaja popolnoma revolucionarna, vendar je Ibizina revizija nepotrebna.«

## Različice drugih izvajalcev
Pevka in tekstopiska Juliet Turner iz Severne Irske je svojo verzijo pesmi »Toxic« leta 2004 posnela za svojo kompilacijo z lastnimi verzijami pesmi drugih izvajalcev, Even Better than the Real Thing Vol. 2. Leta 2005 je ameriška folk glasbena skupina Chapin Sisters posnela akustično verzijo pesmi »Toxic«, ki se je med drugim tudi predvajala na spletni strani PerezHilton.com in postala ena izmed njihovih najuspešnejših pesmi tistega leta. Nemška country-rock glasbena skupina The BossHoss je lastno verzijo pesmi »Toxic« izdala na svojem prvem glasbenem albumu, Internashville Urban Hymns (2005). Duet Hollertronix (Diplo in DJ Low Budget) sta posnela remix pesmi »Toxic« in »Still Tippin'« raperja Mikea Jonesa za svoj drugi EP, Hollertronix #2. Ameriški rock duet Local H je lastno verzijo pesmi posnel za svoj prvi album v živo, Alive '05 (2005). Lastno verzijo pesmi »Toxic« je skupaj s pesmijo »Love My Style« (2005) posnel ameriški raper Tony Yayo, skupaj s pesmijo »Toxic Breath« (2006) pa je posnel britanski raper Example. Ameriški akustični trio Nickel Creek je z lastno različico pesmi »Toxic« leta 2006 nastopil na glasbenem festivalu Bonnaroo. Inštrumentalno različico pesmi je posnela ameriška rock glasbena skupina Monsters from Mars. Norveška glasbena skupina Hurra Torpedo, ki večinoma izvaja alternativni rock, je svojo različico pesmi »Toxic« izdala na svojem četrtem glasbenem albumu, Kollossus of Makedonia (2006). Angleški producent Mark Ronson je svojo hip hop verzijo pesmi posnel skupaj z ameriškim pevcem in tekstopiscem Tiggersom in ameriškim raperjem Ol' Dirty Bastardom. Izšla je preko njegovega drugega glasbenega albuma, Version (2007). Angleška indie rock glasbena skupina Hard-Fi je svojo verzijo pesmi posnel za svojo kompilacijo Radio 1 Established 1967 (2007). Lastno verzijo pesmi je skupaj s pesmijo »Brand New Cadillac« posnela tudi glasbena skupina The Clash. Ameriški glasbenik Shawn Lee je lastno verzijo pesmi posnel za svoj album album Shawn Lee's Ping Pong Orchestra (2007). Francoski pevec in tekstopisec Yael Naïm je lastno verzijo pesmi posnel za svoj prvi, po sebi poimenovan album, izdan leta 2007. Avstralska pevka in tekstopiska Kate Miller-Heidke je operno verzijo pesmi »Toxic« posnel kot ton zvonenja avgusta 2007. Posvetila jo je Britney Spears, k čemur je dodala še: »Preživlja težke čase. [...] Ta je zate, kolegica.«
Britanska elektronska glasbena skupina Metronomy je lastno verzijo pesmi opisala kot »nekoliko podobno polki »Weird Ala« Yankovica, samo da se ne šalimo«. Izraelska pop pevka Shiri Maimon je posnela svojo verzijo pesmi »Toxic« v hebrejščini. Ameriški komični pevec Richard Cheese je lastno verzijo pesmi posnel za svoj osmi glasbeni album, Viva la Vodka (2009). Ameriška post-hardcore glasbena skupina A Static Lullaby je svojo verzijo pesmi izdala na svoji kompilaciji album, Punk Goes Pop 2 (2009). Posneli so tudi svoj videospot pesmi, kjer so dekleta, podobna Britney Spears, nosila ikonična oblačila iz raznih videospotov, kot sta »...Baby One More Time« in »Womanizer«. Svojo verzijo pesmi je posnel tudi ameriški pevec in tekstopisec Christopher Dallman, ki jo je vključil na svoj EP Sad Britney, izdanem leta 2009 in je vključeval tudi pesmi, kot so »...Baby One More Time«, »Gimme More« in »Radar«. Ameriška pevka in tekstopiska Ingrid Michaelson je lastno verzijo pesmi »Toxic« leta 2010 izvedla na svoji turneji Everybody Tour. Verzija Ingrid Michaelson se je končala s tem, da so skupaj z glasbeno skupino izvedli nekaj gibov, ki jih je v originalu izvajala tudi Britney Spears. Leta 2010 je lastno verzijo pesmi posnela tudi igralska zasedba ameriške televizijske serije Glee za epizodo »Britney/Brittany«. Izvedel jo je samo en lik, in sicer Will Schuester. Na ameriški glasbeni lestvici je pesem z 109.000 prodanimi kopijami, kot je poročal Nielsen Soundscan, debitirala na šestnajstem mestu. Zasedla je tudi sedemintrideseto mesto na avstralski, petnajsto mesto na kanadski in sedemnajsto mesto na irski glasbeni lestvici.

## Zapuščina
S pesmijo »Toxic« si je Britney Spears leta 2005 prislužila svojega prvega grammyja, in sicer v kategoriji za »najboljše dance delo«, predvsem zato, ker so kritiki tako hvalili to pesem. Pesem je leta 2004 prejela tudi nagrado Ivor Novello Awards v kategoriji za »največkrat izvedeno delo«. Leta 2004 je pesem »Toxic« je revija Stylus uvrstila na svoj seznam najboljših 50 singlov, izdanih med letoma 2000 in 2005. Leta 2005 je pesem po podatkih pole organizacije Sony Ericsson druga najljubša pesem po svetu, takoj za pesmijo »We Are the Champions« glasbene skupine Queen. Polo je izpolnilo okoli 70.000 iz šestdesetih različnih držav. Pesem je bila vključena tudi na seznam 500 najboljših pesmi, izdanih odkar ste se rodili revije Blender. Revija Pitchfork je pesem uvrstil na seznam 500 pesmi iz 2000. let. Jess Harvell je napisal, da ima Britney Spears enkratne pop instinkte in da je pesem »Toxic« pokazala, kako »je Britney vedno imela več samostojne energije kot njeni vrstniki, kar je pomembno, kadar sodeluješ z Maxom Martinom.« Leta 2009 je revija NPR pesem »Toxic« uvrstila na svoj seznam najpomembnejših del desetletja. Amy Schriefer je dejala, da je pesem zelo vplivala na ostale dance-pop pesmi tistega desetletja, vendar po njenem mnenju »še vseeno zveni sveže in futuristično.« Pesem »Toxic« se je uvrstila na mnoge sezname najboljših pesmi ob koncu desetletja; zasedla je sedeminštirideseto mesto na NME-jevem seznamu, štiriinštirideseto mesto na seznamu revije Rolling Stone in sedemnajsto mesto na seznamu revije The Daily Telegraph. NME je pesem označil za soundtrack vse zabave desetletja, od »zabave majhnih deklic v disku« do »gejevskih klubov in fantovščin«. Poleg tega je revija Rolling Stone oznanila, da je pesem po mnenju njihovih fantov četrti najboljši singl desetletja. Bill Lamb s spletne strani About.com je pesem uvrstil na sedemindvajseto mesto 40 najboljših pop pesmi vseh časov. Evan Sawdey iz revije PopMatters je menil, da je pesem »Toxic« ena izmed redkih pesmi, ki razširijo meje glasbenih zvrsti in dodal, da se je Britney Spears s to pesmijo zares vpisala v zgodovino.
V epizodi »The End of the World« televizijske serije Doctor Who lik iz serije, Cassandra, odkrije star glasbeni avtomat, ki igra pesem »Toxic« kot primer »tradicionalne balade« izpred petih milijonov let. Novinar revije NME je napisal, da so s tem ustvarjalci serije nameravali pokazati, kako zelo je pesem vplivala na glasbeno kulturo. V filmu Napumpana, izdanem leta 2007, se pesem predvaja, ko se lika Setha Rogena in Paula Rudda peljeta v Las Vegas. Režiser Judd Apatow je povedal, da so pesem »Toxic« na začetku nameravali uporabiti v filmu Štiridesetletni devičnik (2005) v prizoru, kjer se lik Leslie Mann pijan vozi. Pesem je bila leta 2010 vključena tudi v film Spet ti. Videospot za pesem »Toxic« je občinstvo spletne strani MUZU TV izbralo za najprivlačnejši videospot vseh časov. Leta 2005 so pesem uporabili tudi v Life is Pornography, video delu Jubala Browna. Novinar revije NPR je dodal še, da se Britney Spears s tem videospotom »končno ni poskusila znebiti teen pop glasbene podobe iz devetdesetih; počutila se je dobro in zabavala se je, sploh pa ni želela povzročiti kakršnih koli kontroverznosti.« V animiranem videospotu za pesem »Break the Ice« (2009) je Britney Spears ponovno nastopila kot skrivna agentka iz videospota za pesem »Toxic«. Videospot za pesem »Womanizer« (2008) naj bi Britney Spears ustvarila kot nadaljevanje videospota »Toxic«. Scene, v katerih je bilo njeno telo prekrito samo z diamanti, je oponašala Lady Gaga v videospotu za svojo pesem »LoveGame« (2009), zaradi česar so oba videospota večkrat primerjali. V videospotu za pesem »I'm a Slave 4 U« igralske zasedbe serije Glee je lik Brittany Pierce plesala v podobni obleki iz diamantov.

## Ostale verzije
| - Britanski CD s singlom 1. »Toxic (verzija z albuma)« — 3:21 2. Toxic (remix Lennyja Bertolda) — 5:46 3. »Toxic (remix Armanda Van Heldena)« — 6:25 4. »Toxic (klubski remix Felixa Da Housecata)« — 7:09s 5. »Toxic« — 3:19 6. »Toxic (inštrumentalni remix z albuma)« — 3:19 - CD s singlom 1. »Toxic« — 3:19 2. »Toxic (inštrumentalni remix z albuma)« — 3:19 | - Gramofonska plošča 1. »Toxic« — 3:19 2. »Toxic (inštrumentalni remix z albuma)« — 3:19 3. »Toxic (remix Bloodshyja & Avanta)« — 5:35 4. »Toxic (remix Armanda Van Heldena)« — 6:25 |

## Ostali ustvarjalci
| - Britney Spears – glavni in spremljevalni vokali - Cathy Dennis – tekstopiska in spremljevalni vokali - Henrik Jonback – tekstopisec, kitara - Bloodshy & Avant – tekstopisca, produkcija, posebni učinki, vsi inštrumenti, programiranje, urejanje - Steve Lunt – urejanje | - Thomas Lindberg – bas - Janson & Janson – strune - Emma Holmgren – spremljevalni vokali - BlackCell – spremljevalni vokali - Niklas Flyckt – mešanje |

## Dosežki, certifikacije in procesija

### Dosežki
| Lestvica (2004)                                               | Dosežek |
| ------------------------------------------------------------- | ------- |
| Avstralija (ARIA)                                             | 1       |
| Avstrija (Ö3 Austria Top 40)                                  | 5       |
| Belgija (Flandrija; Ultratop 50)                              | 6       |
| Belgija (Valonija; Ultratop 40)                               | 6       |
| Kanada (Canadian Singles Chart)                               | 1       |
| Češka (International Federation of the Phonographic Industry) | 4       |
| Danska (Tracklisten)                                          | 4       |
| Nizozemska (Dutch Top 40)                                     | 4       |
| Finska (YLE)                                                  | 8       |
| Francija (SNEP)                                               | 3       |
| Nemčija (Media Control Charts)                                | 4       |
| Madžarska (Mahasz)                                            | 1       |
| Irska (IRMA)                                                  | 1       |
| Italija (FIMI)                                                | 4       |
| Nova Zelandija (RIANZ)                                        | 2       |
| Norveška (VG-lista)                                           | 1       |
| Švedska (Sverigetopplistan)                                   | 2       |
| Švica (Media Control Charts)                                  | 4       |
| Združeno kraljestvo (UK Singles Chart)                        | 1       |
| Združene države Amerike (Billboard Hot 100)                   | 9       |
| Združene države Amerike (Hot Dance Club Play)                 | 1       |
| Združene države Amerike (Billboard Top 40 Mainstream)         | 1       |

| Lestvice (2011) | Dosežek |
| --------------- | ------- |
| Francija (SNEP) | 88      |

|

### Certifikacije
| Država                  | Certifikacija |
| ----------------------- | ------------- |
| Avstralija              | Platinasta    |
| Francija                | Srebrna       |
| Japonska                | Zlata         |
| Norveška                | Platinasta    |
| Švedska                 | Zlata         |
| Združeno kraljestvo     | Srebrna       |
| Združene države Amerike | Zlata         |

### Lestvice v živo
| Lestvica (2004)                             | Dosežek |
| ------------------------------------------- | ------- |
| Avstralija (ARIA)                           | 38      |
| Avstrija (Ö3 Austria Top 40)                | 24      |
| Belgija (Flandrija; Ultratop 50)            | 33      |
| Belgija (Valonija; Ultratop 40)             | 27      |
| Francija (SNEP)                             | 38      |
| Nova Zelandija (RIANZ)                      | 11      |
| Švica (Media Control Charts)                | 17      |
| Velika Britanija (UK Singles Chart)         | 9       |
| Združene države Amerike (Billboard Hot 100) | 48      |

|
|}

### Ostali pomembnejši dosežki
| Predhodnik: »Milkshake« od Kelisa             | Prvo mesto na irske glasbeni lestvici 4. marec 2004 – 1. april 2004                                     | Naslednik: "Yeah!" by Usherjem skupaj z Lil' Jonom & Ludacrisom |
| Predhodnik: »Mysterious Girl« od Petra Andrea | Prvo mesto na britanski glasbeni lestvici 7. marec 2004 – 14. marec 2004                                | Naslednik: »Cha Cha Slide« od DJ Casperja                       |
| Predhodnik: »Superstar« od Jamelie            | Prvo mesto na avstralske glasbeni lestvici 14. marec 2004 – 21. marec 2004                              | Naslednik: »Yeah!« od Usherja skupaj z Lil' Jonom & Ludacrisom  |
| Predhodnik: »Hey Ya!« od OutKasta             | Prvo mesto na kanadski glasbeni lestvici 20. marec 2004 – 3. april 2004                                 | Naslednik: »Solitaire« od Clayja Aikena                         |
| Predhodnik: »Shut Up« od The Black Eyed Peasa | Prvo mesto na evropski glasbeni lestvici 20. marec 2004 – 3. april 2004                                 | Naslednik: »Yeah!« od Usherja skupaj z Lil' Jonom & Ludacrisom  |
| Predhodnik: »Face to Face« od Daft Punka      | Prvo mesto na ameriški glasbeni lestvici (Billboard Hot Dance Club Play) 27. marec 2004 – 3. april 2004 | Naslednik: »Love Profusion« od Madonne                          |